# Biegun ziemski

Oś ziemska przechodząca przez biegun ziemski

Biegun ziemski – jeden z dwóch punktów na powierzchni Ziemi, przez które przechodzi jej oś obrotu. Punkty te, określane jako: biegun północny i biegun południowy, są najbardziej oddalone od równika, zbiegają się w nich wszystkie południki, a wartość szerokości geograficznej wynosi 90°. 
Siły pływowe Księżyca i Słońca stale powodują niewielkie zmiany położenia osi obrotu Ziemi. Faktyczny biegun ziemski z biegiem czasu kreśli więc na powierzchni skomplikowane figury, zbliżone do okręgów o promieniu kilku metrów. Daje się w tych krzywych wyraźnie zauważyć zmiany położenia w cyklu rocznym, przy czym wielkość kreślonych krzywych zmniejsza się i wzrasta w cyklu ok. 5–6 lat. Dlatego np. ziemski północny biegun geograficzny określa się jako umowny punkt bliski średniemu położeniu bieguna północnego wyznaczonemu z wieloletnich obserwacji. Analogicznie jest z biegunem południowym.
Dokładne dane o zmianach położenia bieguna północnego publikuje International Earth Rotation Service (IERS), mające swoją siedzibę w Obserwatorium paryskim.
(Wykresy poniżej sporządzone są w sekundach łuku (ang. "mas") odpowiadających ok. 3,3 cm): 
- Ruch bieguna północnego od roku 2003 do teraz[a]

- Zmiany współrzędnej x od 1962 roku do teraz

- Zmiany współrzędnej y od 1962 roku do teraz